# Ludmyła Kozłowska
Ludmyła Petriwna Kozłowska (ukr. Людмила Петрівна Козловська, ur. 17 marca 1985 w Sewastopolu) – ukraińska działaczka obywatelska na rzecz praw człowieka, założycielka i prezes Fundacji Otwarty Dialog.

## Młodość
Urodziła się w Sewastopolu, na Krymie. W wieku 13 lat otworzyła tam bibliotekę ukraińską i organizowała wieczory literackie. W obronie biblioteki organizowała protesty przed siedzibą Floty Czarnomorskiej.
W 2004 r., w wieku 19 lat, wzięła udział w Pomarańczowej Rewolucji w Ukrainie.
Studiowała na wydziale finansów Politechniki Narodowej w Sewastopolu, gdzie była członkiem ruchu młodzieżowego „Fundacja Inicjatyw Lokalnych” oraz założyła studenckie koło naukowe.
W wieku 22 lat została stypendystką Europejskiego Kolegium Polskich i Ukraińskich Uniwersytetów, projektu współfinansowanego przez Uniwersytet Marii Curie-Skłodowskiej i Katolicki Uniwersytet Lubelski, i przeniosła się do Lublina.

## Działalność publiczna
W 2008 r., razem z grupą aktywistów z Kazachstanu, Uzbekistanu i Kirgistanu zorganizowała konferencję nt. praw człowieka w Azji Centralnej.
W 2009 r., w oparciu o doświadczenia i kontakty wyniesione z okresu Pomarańczowej Rewolucji, założyła Fundację Otwarty Dialog, mającą na celu obronę praw człowieka, demokracji i rządów prawa na obszarze postsowieckim.

### Wydalenie z Polski i UE
W sierpniu 2018 r. została wydalona z Polski i Unii Europejskiej przez polskie władze, które uznały, że jest zagrożeniem dla bezpieczeństwa narodowego. Podstawą do wydania krajowego i europejskiego zakazu wjazdu była tajna opinia szefa Agencji Bezpieczeństwa Wewnętrznego. Jej mąż, Bartosz Kramek, nazwał wydalenie Kozłowskiej „działaniem odwetowym za swoją działalność publiczną”. W sprawie interweniował Rzecznik Praw Obywatelskich, a Helsińska Fundacja Praw Człowieka określiła działania Polski jako nielegalne oraz zaskarżyła Polskę do Komisji Europejskiej.
21 sierpnia 2018 r. opublikowany został apel domagający się powrotu Kozłowskiej do Polski, zainicjowany przez Lecha Wałęsę i podpisany przez ponad 34 tys. osób, w tym Seweryna Blumsztajna, Krzysztofa Króla, Elżbietę Bieńkowską, Różę Thun, Michała Boniego i Tomasza Lisa. Sygnatariusze listu wyrazili również oburzenie z powodu „skandalicznego stosowania umowy Schengen przez władze w Polsce”.
Jak ustalili dziennikarze Onetu i Dziennika Gazety Prawnej, teczka ABW na Kozłowską opierała się na ogólnikowych doniesieniach internetowych i raporcie skorumpowanego parlamentu Mołdawii. Pięć kolejnych krajów europejskich zignorowało polski zakaz w Systemie Informacyjnym Schengen (SIS) i wpuściło ją na swoje terytorium. We wrześniu 2018 r. wystąpiła w Bundestagu w Berlinie i w Parlamencie Europejskim w Brukseli, w październiku w Radzie Europy w Strasburgu i razem z Marcinem Matczakiem w Izbie Gmin w Londynie, gdzie spotkała się też m.in. z Edwardem Lucasem i Anne Applebaum, a w listopadzie w ONZ w Genewie.
Wpuszczenie Kozłowskiej do Niemiec skrytykował w rozmowie z prezydentem Frankiem-Walterem Steinmeierem prezydent Andrzej Duda, a wydanie jej wizy wjazdowej przez Belgię skrytykowało w komunikacie polskie MSZ, określając decyzję jako „godzącą w bezpieczeństwo strefy Schengen”. Zezwolenie na wjazd do Wielkiej Brytanii skrytykował publicznie wiceminister spraw zagranicznych Bartosz Cichocki, atakując na Twitterze brytyjskie MSZ, ambasadora Wielkiej Brytanii w Polsce Jonathana Knotta i brytyjskiego wiceministra spraw zagranicznych ds. europejskich Alana Duncana, którym zarzucił „brak wiary w nasz kontrwywiad”.
W czerwcu 2019 r. otrzymała kartę stałego pobytu w Belgii, co, na podstawie art. 25 konwencji wykonawczej do układu z Schengen, zmusiło polskie władze do wykreślenia jej nazwiska z systemu SIS.
W trzech kolejnych wyrokach, w kwietniu i wrześniu 2019 r. oraz styczniu 2021 r., Wojewódzki Sąd Administracyjny w Warszawie uchylił decyzję o nieprzedłużeniu pobytu w Polsce i wydaleniu Kozłowskiej, uznając dokumenty, na podstawie których została wydalona, za „bardzo ogólnikowe”, „niewystarczające do podjęcia decyzji o odmowie”, a ich wnioski za „nieracjonalne”. W czwartym wyroku, 5 grudnia 2022 roku Naczelny Sąd Administracyjny, uchylił ostatni, niekorzystny dla aktywistki wyrok a tym samym decyzję Wojewody Mazowieckiego w jej sprawie. NSA utrzymał w mocy decyzję o prawie aktywistki do pobytu w Polsce. W swoim wyroku NSA stwierdził, że zgromadzony materiał dowodowy, zarówno tajny, jak i publiczny, nie pozwala na stwierdzenie, że Kozłowska stanowi zagrożenie dla bezpieczeństwa państwa. W wyniku wyroku Kozłowska uzyskała możliwość ponownego ubiegania się o prawo pobytu w Polsce.
W październiku 2022 r. Rada Europy przyjęła rezolucję, w której wezwała do zaprzestania nadużywania Systemu Informacyjnego Schengen przez nieuzasadnione wpisywanie do niego osób m.in. z powodów politycznych, oraz do stworzenia skutecznych mechanizmów prawnych dla osób wpisanych do SIS. Raport Rady, na podstawie którego powstała rezolucja, został uzasadniony przypadkiem Kozłowskiej.

## Życie prywatne
Zamężna z aktywistą Bartoszem Kramkiem. Ze względu na obowiązujący zakaz wjazdu na teren Polski mieszka w Brukseli.